# Queen's Park (Toronto)
Queen's Park is een stadspark in de Canadese stad Toronto. Het werd in 1860 geopend door Edward VII van het Verenigd Koninkrijk en kreeg zijn naam ter ere van koningin Victoria. Midden in het park staat het parlementsgebouw van Ontario (Ontario Legislative Building). De naam Queen's Park wordt veelal als metonym gebruikt voor het provinciale bestuur van de provincie. Veel van de faculteitsgebouwen van de Universiteit van Toronto bevinden zich dicht bij het park.
Het park is ruwweg ovaalvormig en vormt het noordelijke uiteinde van University Avenue. Hoewel het terrein eigendom is van de Universiteit van Toronto, werd het in 1859 voor 999 jaar verhuurd aan de provinciale overheid tegen de symbolische prijs van één dollar per jaar. Het park wordt onderhouden door de Toronto Parks, Forestry and Recreation Division.
Queen's park is ontworpen volgens traditionele Britse stijl, met veel grote esdoorns en kastanjes die in de zomer voor verkoelende dekking zorgen. Centraal in het noordelijke gedeelte staat een ruiterstandbeeld van Edward VII, van waaruit verschillende paden uitstralen. Het zuidelijke deel van het park bevat verschillende monumenten en gedenktekens, evenals rozentuinen.

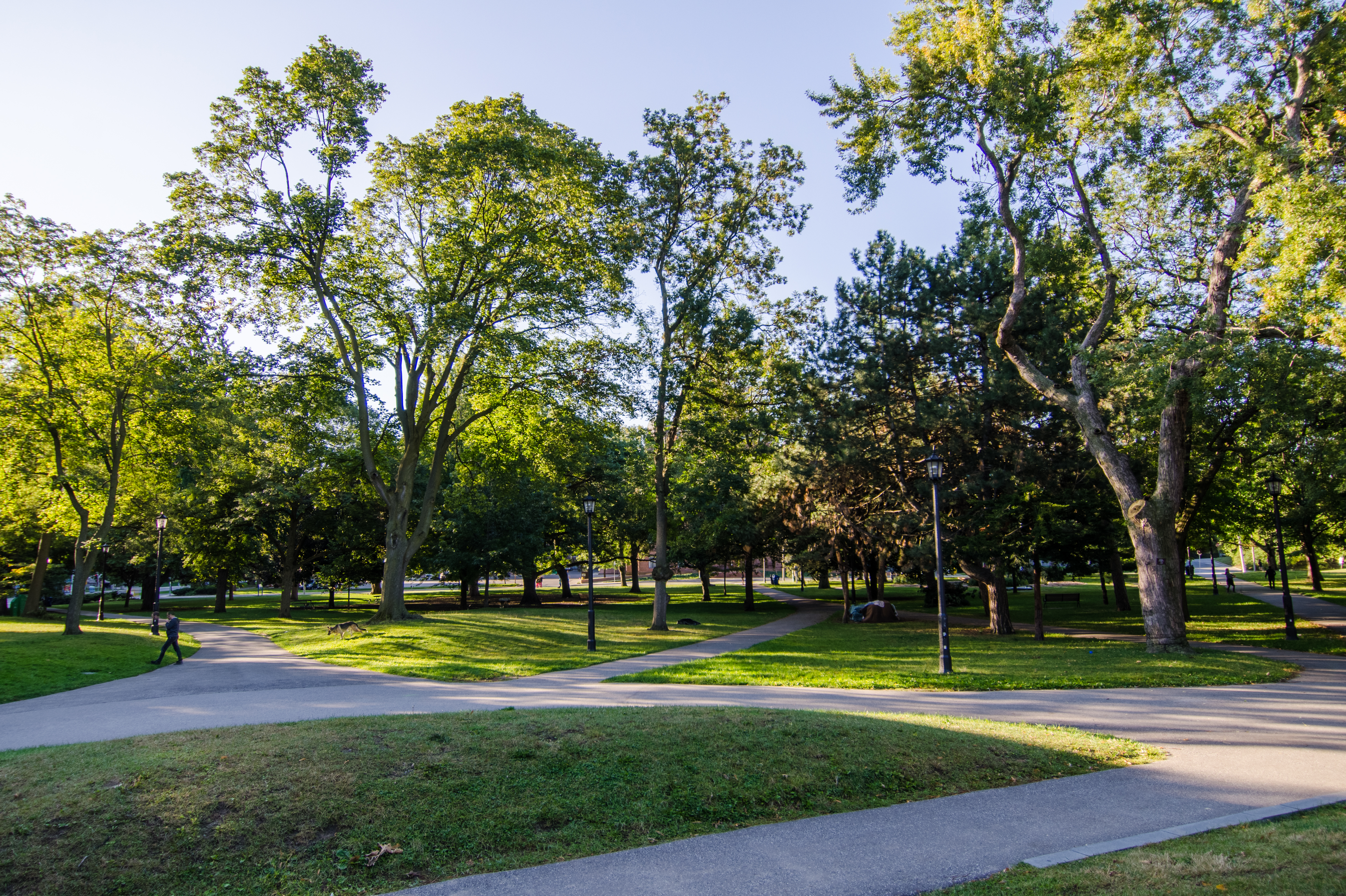
Noordelijk gedeelte van het park, met vele inheemse boomsoorten
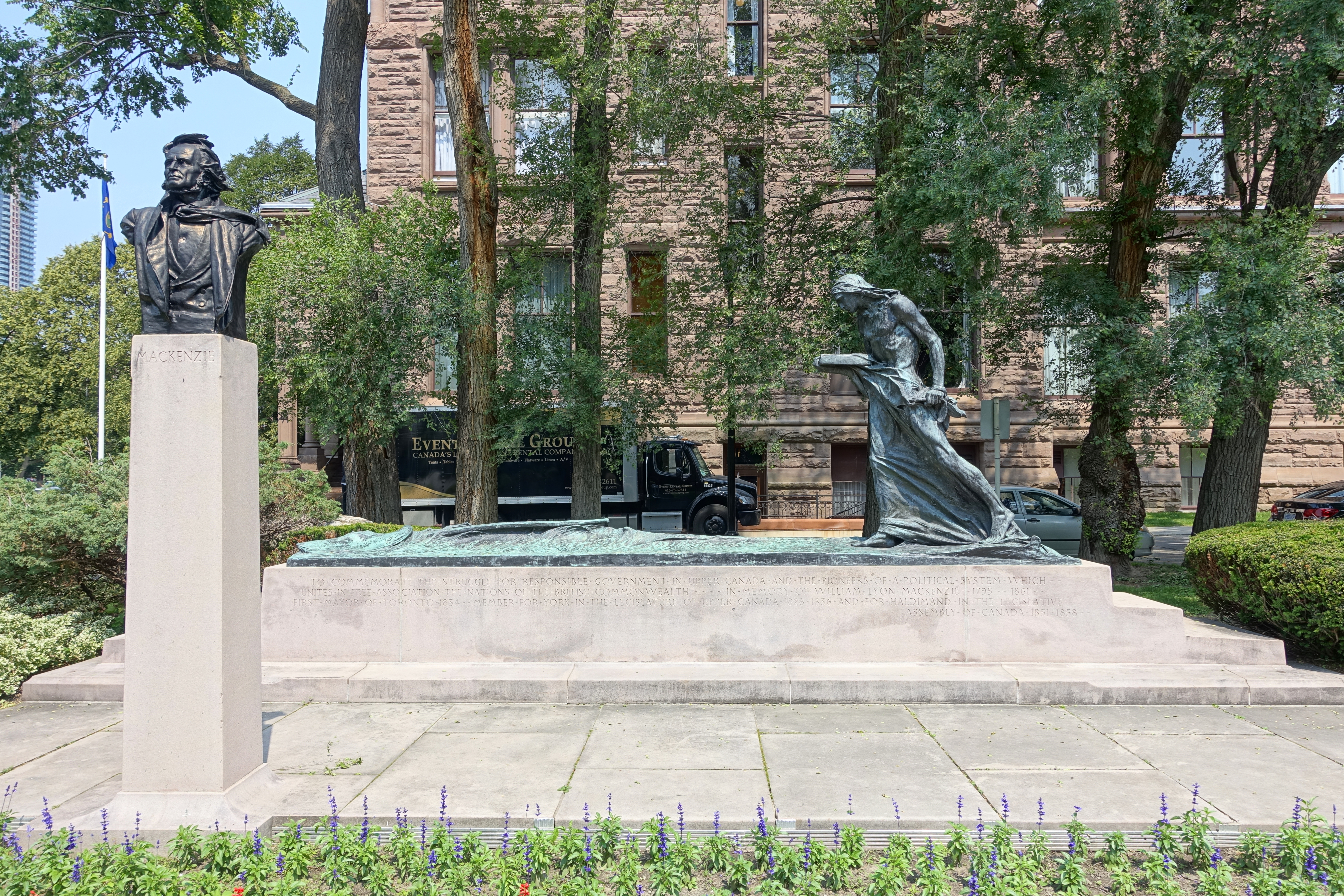
Tweedelig standbeeld van William Lyon Mackenzie, een Canadees journalist